# Lechona

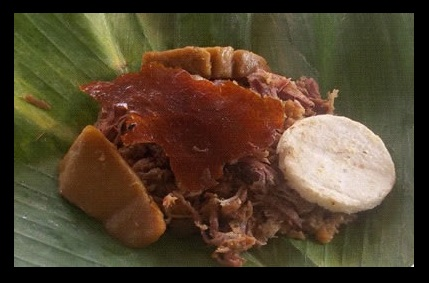
Portion de lechona servie dans une feuille.

La lechona est un mets colombien typique de la région du Tolima, à base de cochon de lait en morceaux et de pois. Il est servi avec une portion d'insulso, une pâte à base de maïs. Dans d’autres régions du pays, comme la capitale, Bogotá, la lechona est préparée avec du riz et accompagnée d’arepa.[réf. nécessaire]